# Koinobori
Koinobori (鯉幟, literalmente, Bandeira de Carpa) é um costume do povo japonês de comemorar o Dia dos Meninos no dia cinco de maio hasteando birutas em forma de carpa. O costume anterior à restauração Meiji chamava-se fukinagashi.

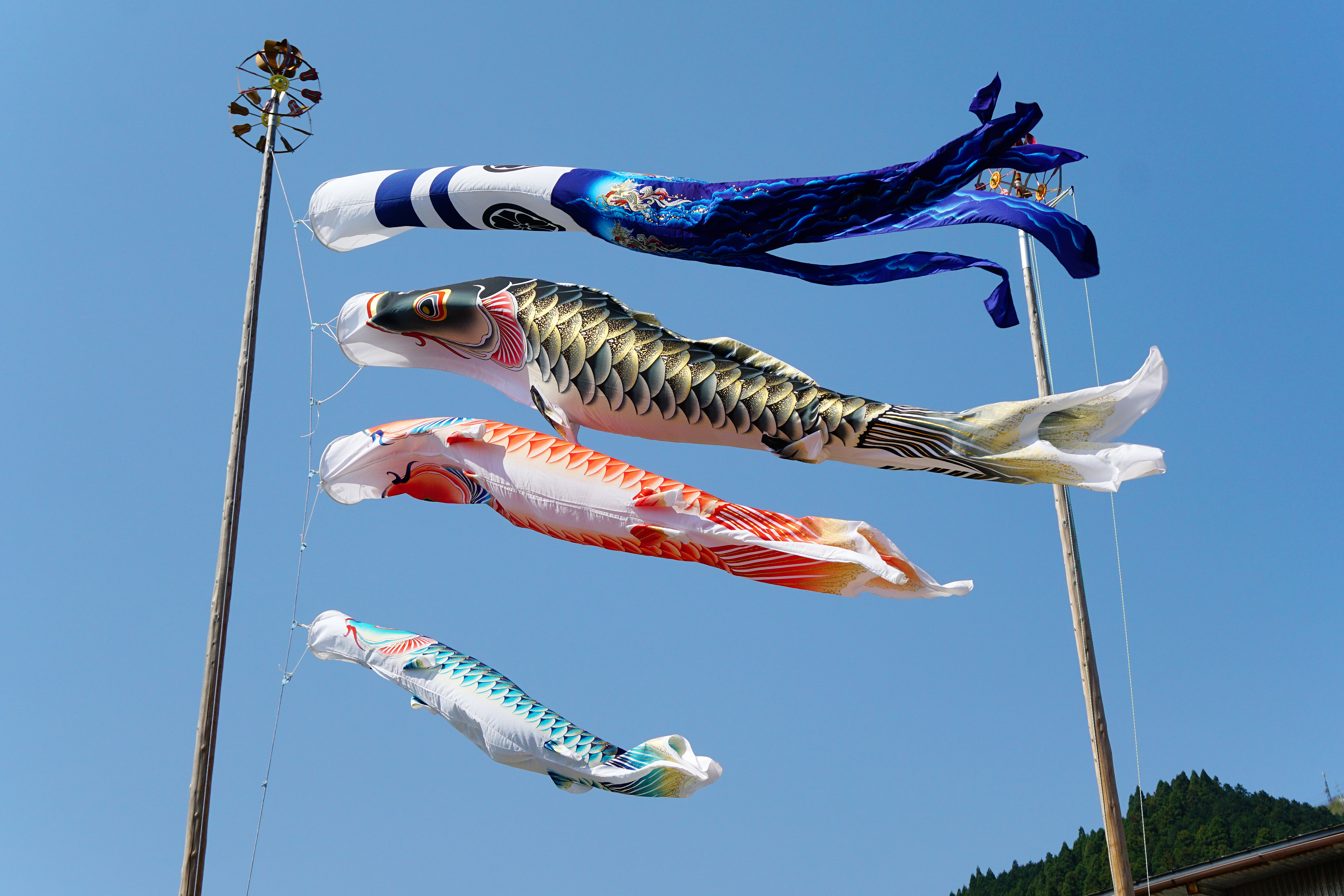
Koinobori

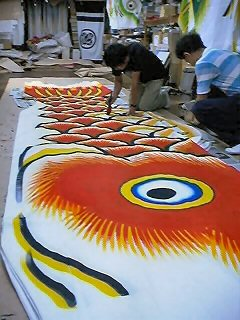
Confecção artesanal de um Koinobori

A data era comemorada por militares e civis, com os militares hasteando birutas que lembram vagamente uma lula e a plebe hasteando carpas simbolizando aguerrimento, tenacidade e obstinação, características essas que os pais apreciariam ver incorporadas em seus filhos varões.

## Dia dos Meninos e Dia das Crianças
No Japão, meninos e meninas são homenageados, tradicionalmente, em dias separados, havendo o Dia dos Meninos e o Dia das Meninas. O Dia das Crianças é posterior à Segunda Guerra, sendo comemorado no mesmo Dia dos Meninos (cinco de maio). A tendência moderna é que o koinobori se sincretize com a comemoração do Dia das Crianças e adquira um caráter cada vez mais decorativo, menos varonil, com a carpa representando a esperança dos pais de que suas crianças cresçam fortes e saudáveis.
O Dia das Crianças é o desfecho da Golden Week (Semana de Ouro) do japonês que junta três feriados nacionais:  o Dia de Showa (29 de abril), o Dia da Constituição (3 de maio) e o Dia das Crianças (5 de maio). O dia 4 de maio é o Dia do Verde, dia que é "enforcado" sempre que os feriados do dia 3 e 5 caem num dia da semana. O 1.º de Maio, embora não seja feriado nacional no Japão, também tem sido motivo de comemoração.

## O hasteamento doskois
A figura acima ilustra um koinobori misto, com uma biruta samurai em cima, seguido de um koi preto (representando o pai), de um koi vermelho (representando o primogênito) e de um koi azul (representando um filho mais jovem). Se houver mais meninos na casa, o menino seguinte é representado por um koi verde, um outro por um koi violeta.
A haste é erguida no lado de fora da casa, a uma altura acima da linha do telhado para que todos os kois fiquem visíveis do entorno da casa. A dimensão dos kois pode variar de alguns centímetros a vários metros.
O koinobori é hasteado no final de abril para se estender até o Dia das Crianças.

## Canção dokoinobori
Há uma canção muito popular que é cantada pelos membros da família.
| Japonês: 屋根より高い鯉幟 大きい真鯉はお父さん 小さい緋鯉は子供たち 面白そうに泳いでる | Romaji: Yane yori takai koi-nobori Ōkii magoi wa o-tō-san Chiisai higoi wa kodomo-tachi Omoshirosō ni oyoideru | Tradução livre: Do alto da casa sai o koi-nobori Papai é a carpa preta grande Carpas pequenas são as crianças Todos nadam alegremente |  |